# Fuveau
Fuveau település Franciaországban, Bouches-du-Rhône megyében. Lakosainak száma 10 235 fő (2022. január 1.). Fuveau Belcodène, Châteauneuf-le-Rouge, Gardanne, Gréasque, Meyreuil, Peynier és Rousset községekkel határos.

## Népesség
A település népességének változása:
| Lakosok száma | 3028 | 4029 | 6410 | 8653 | 9519 | 9756 | 10 157 | 10 161 | 10 164 | 10 235 |
|               | 1968 | 1982 | 1990 | 2006 | 2013 | 2015 | 2017   | 2019   | 2020   | 2022   |